# Erzincan
Erzincan (en turc; en armeni Երզնկա Erznka i abans Erez, Eriza, Yeriza o Keltzene; en àrab Arzandjan; en zaza i kurd, Erzingan) és una ciutat de la part oriental de Turquia prop de la riba dreta del riu Karasu, afluent de l'Eufrates, capçalera de la província d'Erzincan i del districte d'Erzincan. És a una plana fèrtil rodejada de muntanyes (el Kesis Dagi de 3.537 metres al nord-est, el Sipikor Dagi de 3.010 metres al nord, el Mercan Dagi de 3.449 metres al sud, i en general les muntanyes de Monzur. La ciutat té uns 120.000 habitants (8.000 el 1970, 107.175 el 2000). El formatge "Tulum peyniri" d'Erzincan és famós a Turquia.
Fou capital d'un sandjak dins el wilayet d'Erzurum en l'Imperi Otomà i va esdevenir finalment una província o vilayet amb els kazes (districtes) d'Erzincan, Ilıca, Kemah, Kemaliye o Egin, Refahiye i Tercan.

## Història
La vila era d'origen armeni i centre de la regió coneguda com a Acilisene. Al segle iv hi ha viure Gregori l'Il·luminador i va destruir l'estàtua de la deessa pagana Anahita. Vers el 383 Manuel Mamiconi, que havia assolit el poder efectiu a Armènia, va proclamar rei a Àrsaces III, amb Valarxak com a rei associat (rei segon). Se suposa (Tournebize, a "Históire politique et religieuse de l'Arménie", pag. 69) que Àrsaces va governar amb seu a Dvin, i Valarshak a Erez (Erzindjan) és a dir que governaven respectivament Armènia i Petita Armènia. Valarshak va morir uns mesos després (vers 386) i el territori va passar a Àrsaces III.
El 387 els romans i perses van acordar repartir-se el país, i la ciutat d'Erez va quedar dins un regne d'Armènia sota influència romana on es va retirar el rei Àrsaces III d'Armènia (un nou rei fou instal·lat pels perses a la part oriental) i en va ser la capital. Vers el 389 Àrsaces va contraatacar i va ocupar Vanand però fou derrotat i va haver de fugir i va morir d'esgotament en arribar a Erez (Erzindjan). La Petita Armènia fou annexionada a l'Imperi Romà d'Orient i l'administració confiada a un comites (més tard un dux), amb un consell de nakharark presidit per Gazavon de Shirak.
Vers el 480-484 fou en alguns moments quarter general de Baanes I Mamiconi en la seva lluita contra els perses. Després durant cinc-cents anys no fou teatre de cap fet destacat.
El 31 de març del 1000 va morir David el curopalata de Tao (Georgia) i Klardjètia. Basili II va anar el juny de l'any 1000 a la zona amb moltes forces, va passar per Melitene, i d'allí a la ciutat d'Erez, a l'oest de Teodosiòpolis i al sud-oest del Curopalatinat. Allí va rebre la visita de l'emir marwànida de Mayyafariqin, Muhammad al-Dawla Abu Mansur Said que li va retre homenatge i al que va donar el títol de magistros. Després va rebre a Bagrat III l'unificador, rei d'Abkhàzia i hereu de David, que va renunciar a fer valdre els seus drets sobre Taoklardjètia i va rebre el títol de Curopalata. Durant els dies de l'entrevista d'Erez hi va haver un enfrontament sagnant entre els cavallers de Taoklardjètia i els russos de l'exèrcit imperial romà d'Orient, que aquestos darrers van guanyar i on van morir els principals senyors del país annexat. Abans de marxar encara van anar allí els reis de Kars i de Baspracània als qui l'emperador va acordar la seva protecció.
Després del 1071 fou ocupada per l'emir seljúcida Mengudjuk (Mengüček) que va fundar la dinastia mengudjúkida que va restar al poder fins al 1228 quan el soldà del Soldanat de Rum Ala al-Din Kaykubad va forçar el darrer emir Ala al-Din Dawudshah a entregar-li la ciutat, i després la va restaurar i va reforçar les muralles.
El 10 d'agost de 1230 Kaykubad de Rum va derrotar Yasi Čimen prop d'Erzindjan, a Djalal al-Din Manguberti, el xa de Coràsmia. Kaykubad I de Rum va tenir en aquesta ocasió l'ajut de l'aiúbida Al-Ashraf.
El 1243 la ciutat fou ocupada pels mongols i va passar als il-kànides. Ibn Batuta la va visitar el 1331 i encara parla d'una ciutat principalment armènia on la població d'aquesta ètnia era majoria, però on també vivien turcs musulmans i un grup d'akhis (gremialistes urbans). A la caiguda dels Il-kans va passar als cobànides (1340) però vers el 1344 estava ja en poder de l'uigur Ala al-Din Eretna, governador rebel·lat de Sivas. Després va pertànyer al kadi Ghazi Burhan al-Din de Kayseri (1394/1395) i finalment Bayezid I (1389-1402) la va integrar provisionalment als dominis otomans el 1401.
El 1402, després de la desfeta otomana enfront de Tamerlà en la batalla d'Ankara (juliol), se'n van apoderar els Kara Koyunlu, i després els Ak Koyunlu. Uzun Hasan dels Ak Koyunlu fou derrotat a Tercan, a la regió d'Erzindjan, el 1473 pel sultà Mehmed II, i la ciutat va esdevenir independent sota un cap local, govern que va tenir continuïtat. El 1514, durant la campanya contra Pèrsia, els otomans van ocupar la ciutat i fou annexionada a l'Imperi Otomà com a liwa o sandjak dins l'eyalet d'Erzurum. Al final del segle fou rebaixat a kaza (districte) del sandjak d'Erzurum dins l'eyalat d'Erzurum
El segle xvii va ser un dels centres de la rebel·lió dels Djalalis. El segle xix i va penetrar la reforma Nakhsbandiyya i fou centre d'una lògia. El 1784 va patir un greu terratrèmol que va destruir tots els munuments locals i va matar deu mil persones. El 1864/1865 va recuperar la condició de sandjak dividit en cinc kaza.
El 24 de juliol de 1916 fou ocupada pels russos que la van evacuar el 26 de febrer de 1918.
El 26 de desembre de 1939 fou malmesa per un terratrèmol a conseqüència del qual van morir unes tres mil persones. Altres terratrèmols ja havien sacsejat la ciutat abans i per això no resten edificis històrics (entre ells es coneixen l'Ulu Djami i el Khurshunlu Djami, mesquita de l'època seljúcida, i el Tash Khan, del temps del sultà Suleiman). El darrer sisme de certa importància fou el 13 de març de 1992.